# 선녀와 나무꾼
《선녀와 나무꾼》은 한국의 민담 중 하나이다. 한국에서는 전래동화로 잘 알려져 있으며, 한국뿐만 아니라 전 세계에 걸쳐 널리 퍼져있는 설화 중 하나이다.
조선민주주의인민공화국에서는 선녀와 나무꾼이 새로운 정치체제의 영향을 받아 지상세계를 동경, 지상세계에 정착하는 쪽으로 이야기가 수정되었다.

## 같이 보기
- 칠석